# Abie (Nebraska)
Abie es una villa ubicada en el condado de Butler en el estado estadounidense de Nebraska. En el Censo de 2010 tenía una población de 69 habitantes y una densidad poblacional de 248,98 personas por km².

## Geografía
Abie se encuentra ubicada en las coordenadas 41°20′3″N 96°56′58″O / 41.33417, -96.94944. Según la Oficina del Censo de los Estados Unidos, Abie tiene una superficie total de 0.28 km², de la cual 0.28 km² corresponden a tierra firme y (0%) 0 km² es agua.

## Demografía
Según el censo de 2010, había 69 personas residiendo en Abie. La densidad de población era de 248,98 hab./km². De los 69 habitantes, Abie estaba compuesto por el 100% blancos, el 0% eran afroamericanos, el 0% eran amerindios, el 0% eran asiáticos, el 0% eran isleños del Pacífico, el 0% eran de otras razas y el 0% pertenecían a dos o más razas. Del total de la población el 0% eran hispanos o latinos de cualquier raza.